# Pirosörvös magtörő
A pirosörvös magtörő (Rhodothraupis celaeno)  a madarak osztályának verébalakúak (Passeriformes) rendjébe és a kardinálispintyfélék (Cardinalidae) családjába tartozó Rhodothraupis nem egyetlen faja.

## Rendszerezése
A fajt Wilhelm Deppe német természettudós írta le 1830-ban, a Tanagra nembe Tanagra Celaeno néven.

## Előfordulása
Mexikó északkeleti részén fészkel, eljut az Amerikai Egyesült Államok déli részére is. Természetes élőhelyei a szubtrópusi vagy trópusi száraz erdők, síkvidéki esőerdők és cserjések, valamint másodlagos erdők. Vonuló faj.

## Megjelenése
Testhossza 22 centiméter.
|  |

## Természetvédelmi helyzete
Az elterjedési területe nagyon nagy, egyedszáma 20000-49999 példány közötti és ugyan csökken, de még nem éri a kritikus szintet. A Természetvédelmi Világszövetség Vörös listáján nem fenyegetett fajként szerepel.